# أنطونيو غارسيس
أنطونيو غارسيس (2 سبتمبر 1950 في كوبا - ) هو لاعب كرة قدم كوبي في مركز الدفاع، شارك في الألعاب الأولمبية الصيفية 1976. وشارك مع منتخب كوبا لكرة القدم.

## وصلات خارجية
- أنطونيو غارسيس على موقع الاتحاد الدولي (مؤرشف)  (الإنجليزية)
- أنطونيو غارسيس على موقع ناشيونال فوتبول تيمز (الإنجليزية)
- أنطونيو غارسيس على موقع عالم كرة القدم.نت (الإنجليزية)
- أنطونيو غارسيس على موقع اللجنة الأولمبية الدولية (الإنجليزية)
- أنطونيو غارسيس على موقع أوليمبيديا (الإنجليزية)